# Susanne Benton
Pour les articles homonymes, voir Benton.
Susanne Benton est une actrice américaine, née le 3 février 1948 à Toronto.

## Biographie
Elle était convaincue à l'âge de six ans qu'elle deviendrait une star, mais qu'elle ne dépasserait pas l'âge de 28 ans. Elle obtient son premier rôle important en 1967 dans un épisode télévisé de Le Virginien (The Virginian).
Elle épouse James A Benton en 1966.
Elle se marie en secondes noces avec Jon Peters en 1973.

## Filmographie
- 1967 : Le Virginien (The Virginian) : Lila Standish
- 1968 : Columbo : Inculpé de meurtre (Prescription: Murder) (Pilote No1) : Sherryl ? (la jeune femme qui veut continuer le jeu des devinettes)
- 1968 : Les Complices (Jigsaw) de James Goldstone
- 1970 : Catch 22
- 1970 : Cover Me Babe (en) de Noel Black
- 1972 : Strangers in 7A
- 1975 : Best Friends
- 1975 : Apocalypse 2024 : Quilla June Holmes
- 1982 : Les Frénétiques (The Last Horror Film)  : Susan Archer